# Charles Kowal
| Odkryte planetoidy: 22 | Odkryte planetoidy: 22 |
| ---------------------- | ---------------------- |
| (1876) Napolitania     | 31 stycznia 1970       |
| (1939) Loretta         | 17 października 1974   |
| (1981) Midas           | 6 marca 1973           |
| (2060) Chiron          | 18 października 1977   |
| (2063) Bacchus         | 24 kwietnia 1977       |
| (2102) Tantalus        | 27 grudnia 1975        |
| (2134) Dennispalm      | 24 grudnia 1976        |
| (2241) Alcathous       | 22 listopada 1979      |
| (2340) Hathor          | 22 października 1976   |
| (2594) Acamas          | 4 października 1978    |
| (2629) Rudra           | 13 września 1980       |
| (3163) Randi           | 28 sierpnia 1981       |
| (3924) Birch           | 11 lutego 1977         |
| (4312) Knacke          | 29 listopada 1978      |
| (4596) 1981 QB         | 28 sierpnia 1981       |
| (4688) 1980 WF         | 29 listopada 1980      |
| (5660) 1974 MA         | 26 czerwca 1974        |
| (24617) 1978 WU        | 29 listopada 1978      |
| (73669) 1981 WL2       | 25 listopada 1981      |
| (99953) 1978 ND        | 7 lipca 1978           |
| (178284) 1978 WB1      | 29 listopada 1978      |
| (306375) 1980 RG1      | 13 września 1980       |
| 1. 2.                  |                        |

Charles Thomas Kowal (ur. 8 listopada 1940 w Buffalo, zm. 28 listopada 2011 w Cinebar) – amerykański astronom.

## Życiorys
Był zdolnym astronomem amatorem, który po ukończeniu studiów w Uniwersytecie Południowej Kalifornii w 1961 roku dostał pracę na Wydziale Astronomii California Institute of Technology. Korzystał ze zdjęć z Obserwatorium Palomar.
Odkrywca dwóch księżyców Jowisza: Ledy (1974) i Temisto (1975), które później zagubiono i odkryto ponownie w 2000 roku. W 1977 podczas poszukiwań hipotetycznej planety X odkrył pierwszego centaura – planetoidę (2060) Chiron. W sumie w latach 1970–1981 odkrył 22 planetoidy, w tym cztery wspólnie z innymi astronomami. Na liście jego odkryć są także komety: 99P/Kowal, 104P/Kowal, 134P/Kowal-Vávrová, 143P/Kowal-Mrkos i 158P/Kowal-LINEAR. Prowadził również obserwacje gwiazd supernowych w innych galaktykach, odkrywając 83 takie obiekty.
Odkrył, że w latach 1612–1613 Galileusz obserwował Neptuna, jednak uznał go za słabą gwiazdę.
W 1979 został uhonorowany Medalem Jamesa Craiga Watsona.